# Gregor Mühlberger
Gregor Mühlberger (* 4. dubna 1994) je rakouský profesionální silniční cyklista jezdící za UCI WorldTeam Movistar Team.

## Hlavní výsledky
2012
Národní šampionát
2. místo silniční závod juniorů
2013
Kolem Al Zubarahu
6. místo celkově
2014
Národní šampionát
 vítěz silničního závodu do 23 let
 vítěz časovky do 23 let
2. místo silniční závod
2. místo časovka
Carpathian Couriers Race
 celkový vítěz
 vítěz soutěže mladých jezdců
vítěz 3. etapy (ITT)
vítěz Trofeo Piva
Internationaler Radsporttage Purgstall
vítěz etap 1, 2 a 3
Oberösterreich Rundfahrt
2. místo celkově
vítěz 3. etapy
Istrian Spring Trophy
4. místo celkově
vítěz prologu
6. místo Raiffeisen Grand Prix
8. místo Tour Bohemia
9. místo La Côte Picarde
2015
Oberösterreich Rundfahrt
 celkový vítěz
 vítěz bodovací soutěže
 vítěz soutěže rakouských jezdců
vítěz 4. etapy
Závod míru do 23 let
 celkový vítěz
 vítěz bodovací soutěže
vítěz 2. etapy
vítěz GP Izola
vítěz Raiffeisen Grand Prix
2. místo Giro del Belvedere
2016
Národní šampionát
2. místo silniční závod
2. místo Rudi Altig Race
2017
Národní šampionát
 vítěz silničního závodu
vítěz Rund um Köln
Kolem Slovinska
4. místo celkově
2018
2. místo Trofeo Lloseta–Andratx
5. místo Trofeo Serra de Tramuntana
BinckBank Tour
8. místo celkově
vítěz 6. etapy
10. místo Strade Bianche
2019
Národní šampionát
3. místo silniční závod
2020
Sibiu Cycling Tour
 celkový vítěz
 vítěz bodovací soutěže
 vítěz vrchařské soutěže
vítěz etap 1 a 3a (ITT)
2. místo Trofeo Pollença – Port d'Andratx
3. místo Trofeo Serra de Tramuntana
2023
Národní šampionát
 vítěz silničního závodu
Tour of the Alps
vítěz 4. etapy
Deutschland Tour
vítěz 2. etapy
Tour of Britain
7. místo celkově

### Výsledky na Grand Tours
| Grand Tour      | 2016 | 2017 | 2018 | 2019 | 2020 | 2021 | 2022 | 2023 | 2024 |
| --------------- | ---- | ---- | ---- | ---- | ---- | ---- | ---- | ---- | ---- |
| Giro d'Italia   | —    | 41   | —    | —    | —    | —    | —    | —    | —    |
| Tour de France  | —    | —    | 76   | 25   | DNF  | —    | 29   | 44   | 56   |
| Vuelta a España | 114  | —    | —    | DNF  | —    | —    | —    | —    |      |

| —   | Nezúčastnil se |
| DNF | Nedokončil     |